# 蔥豉湯
蔥豉湯出自《肘後備急方》。它主要醫治發燒發熱。

## 製法
30克豆豉、3枚蔥白

## 服法
將以上藥材煲三升水，直至剩下一升為止。一日服兩次。

## 注意
豆豉可能有回奶作用，正在哺乳期的女性務必事先諮詢中醫師之專業意見，切忌自行亂服。

## 相關頁面
- 方劑列表

## 外部連結
- 香蘇散 中藥方劑圖像數據庫 (香港浸會大學中醫藥學院) （中文）（英文）